# Spickelsturzfeh
Die Spickelsturzfeh ist in der Heraldik eine besondere Form des Pelzwerkes Feh, aber ist im eigentlichen Sinn nur eine Spickelung und keine Feh im heraldischen Sinn. Dennoch wird das Farbbild zum heraldischen Pelzwerk gezählt. Somit ist es eine Tinktur.
Dargestellt wird im Wappenschild oder Feld eine Teilung in mehreren Reihen angemessener Höhe. Diese werden dann mit aneinandergereihten Dreiecken mit der Spitze zum Schildfuß zeigend, belegt und sind zum Untergrund abweichend tingiert. Die nach unten zeigenden Dreiecke sind kleiner, als die mit der Spitze aufwärtsweisenden. Der Grund ist, dass die „Hängenden“ mit der Spitze nicht bis zur Schnittlinie reichen. Wichtig ist, dass jede Reihe eine gleiche zweifarbige Tinktur hat.